# Jay Hunt
Jay Hunt (4 de agosto de 1855-18 de noviembre de 1932) fue un director, actor y guionista cinematográfico de nacionalidad estadounidense, activo en la época del cine mudo. 
Nacido en Filadelfia, Pensilvania, dirigió 68 filmes entre 1911 y 1919, continuando en el cine como actor hasta el año 1931.
Falleció en Los Ángeles, California, en 1932.

## Filmografía

### Director
| - The Life Boat (1911) - The Musician's Daughter (1911) - Camille (1912) - A Dixie Mother (1913) - Jo Hibbard's Claim (1913) - The Crimson Stain (1913) - The Heritage of Eve (1913) - The Broken Thread (1913) - Silent Heroes (1913) - The Forlorn Hope (1913) - The Veteran (1913) - Devotion (1913) - A Military Judas (1914) - For Her Brother's Sake (1914) - The Arrow Maker's Daughter (1914) - The Raiders (1914) - North of 53 (1914) - Wolves of the Underworld (1914) - The Colonel's Orderly (1914) - Captain Junior (1914) - A Common Mistake (1914) - The Fires of Ambition (1914) - Shorty's Trip to Mexico (1914) - Tennessee (1914) - A Frontier Mother (1914) - Star of the North (1914) - The Sheriff of Bisbee (1914) - The Village 'Neath the Sea, codirigida con Thomas H. Ince (1914) - When America Was Young (1914) - The Word of His People (1914) - Shorty and Sherlock Holmes (1914) - The Mills of the Gods (1914) - A Romance of Old Holland (1914) - The Fortunes of War (1914) - A Modern Noble (1915) | - The Mill by the Zuyder Zee (1915) - The Phantom of the Hearth (1915) - The Spirit of the Bell (1915) - Shorty Turns Actor (1915) - The Disillusionment of Jane (1915) - The Spark from the Embers (1915) - Her Alibi (1915) - Shorty's Troubled Sleep (1915) - Her Easter Hat (1915) - The Tavern Keeper's Son (1915) - The Secret of Lost River (1915) - Hearts and Swords (1915) - The Tide of Fortune (1915) - The Man Who Went Out (1915) - The Heart of Jabez Flint (1915) - The Protest (1915) - A Polar Romance (1915) - X-3 (1916) - Hired, Tired and Fired (1916) - Civilization, codirigida con Reginald Barker, Thomas H. Ince, Raymond B. West y otros (1916) - A Strange Confession (1916) - What Love Can Do (1916) - The Ghost of the Jungle (1916) - Mutiny (1916) - A Man's Hardest Fight (1916) - Under the Lion's Paw (1916) - A Jungle Hero (1916) - The Black Sheep of the Family (1916) - The Narrow Creed (1916) - The Better Man (1916) - Life's Maelstrom (1916) - The Promise (1917) - Defective Detectives (1917) - My Lady Robin Hood (1919) |

### Actor
| - Her Legacy, de Fred J. Balshofer (1913) - Devotion, de Jay Hunt (1913) - One of the Discarded, de Thomas H. Ince (1914) - The Mills of the Gods, de Jay Hunt (1914) - His Brother's Keeper (1915) - Shorty Turns Actor, de Jay Hunt (1915) - Her Easter Hat, de Jay Hunt (1915) - The Heart of Jabez Flint, de Jay Hunt (1915) - Nuestra Señora de París, de Wallace Worsley (1923) - Wanted by the Law, de Robert N. Bradbury (1924) - After a Million, de Jack Nelson (1924) - Yankee Speed, de Robert N. Bradbury (1924) - Lightnin, de John Ford (1925) - Counsel for the Defense, de Burton L. King (1925) - My Own Pal, de John G. Blystone (1926) | - Out of the Storm, de Louis J. Gasnier (1926) - A Man Four-Square, de Roy William Neill (1926) - The Gentle Cyclone, de W. S. Van Dyke (1926) - Men of the Night, de Albert S. Rogell (1926) - Tres hombres malos, de John Ford (1926) - The Golden Web, de Walter Lang (1926) - One Minute to Play, de Sam Wood (1926) - The Overland Stage, de Albert S. Rogell (1927) - Captain Salvation, de John S. Robertson (1927) - Better Days, de Frank S. Mattison (1927) - The Harvester, de James Leo Meehan (1927) - The Poor Millionaire, de George Melford (1930) - In Old Cheyenne, de Stuart Paton (1931) - The Sky Spider, de Richard Thorpe (1931) - The Cheyenne Cyclone, de Armand Schaefer (1931) |

### Guionista
| - The War Correspondent, de Walter Edwards (1913) - The Heart of Jabez Flint, de Jay Hunt (1915) - Hired, Tired and Fired, de Jay Hunt (1916) - A Strange Confession, de Jay Hunt (1916) - A Double Fire Deception, de Allen Holubar (1916) | - What Love Can Do, de Jay Hunt (1916) - Under the Lion's Paw, de Jay Hunt (1916) - A Jungle Hero, de Jay Hunt (1916) - The Black Sheep of the Family, de Jay Hunt (1916) |

### Ayudante de producción
- Civilization, de Reginald Barker, Thomas H. Ince, Raymond B. West y otros (1916)